# 王昭君

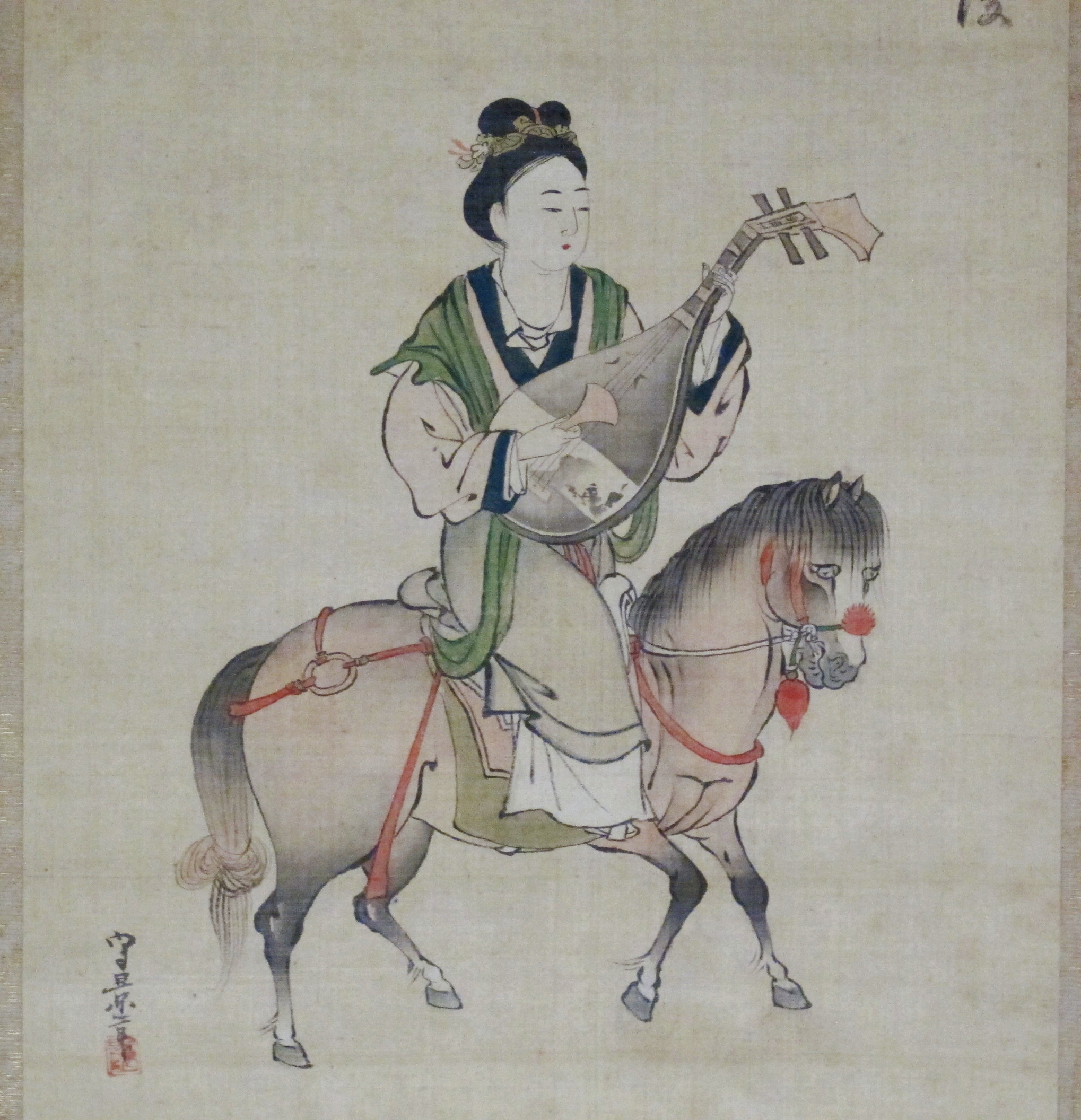
久隅守景によって描かれた王昭君（江戸時代）

王 昭君（おう しょうくん、紀元前51年 - 紀元前15年）は、中国生まれの官女で後に匈奴の君主呼韓邪単于、復株累若鞮単于の妻。（閼氏単于妻）。姓を王、諱は檣（『漢書』匈奴伝下）または嬙（『西京雑記』）。字を昭君。後世に晋の司馬昭に贈られた避諱により王明君・明妃ともいう。日本では通常、王昭君と呼ばれるが、地元（フフホトの方）では単に昭君と呼ばれている。荊州南郡秭帰（現在の湖北省興山県）出身で、楊貴妃・西施・貂蝉と並ぶ古代中国四大美人の一人に数えられる。史実上の実在ははっきりしないが、平和と中国の為に我が身を捧げた自己犠牲的女性だとの解釈が多い。

## 生涯
前漢の元帝の時代、漢の南郡秭帰県(現在の中国湖北省宜昌市興山県)の山村に生まれる。美貌で宮中に官女として召し出された。その後、匈奴(モンゴル)分裂時代の東匈奴の君主たる呼韓邪単于が入朝(漢王朝に帰属)し、漢の婿となることを求めたところ、宮女の中から王昭君が選ばれた。
王昭君は、呼韓邪単于の妻として、寧胡閼氏と号し、一男伊屠智牙師を儲けた。伊屠智牙師は、右日逐王となった。
その後、呼韓邪単于が死亡したため、当時の匈奴の習慣に倣い、義理の息子に当たる復株累若鞮単于(再統一匈奴の王)の妻になって、二女を儲けた。
この再嫁について、『後漢書』は、王昭君は帰国の求めがあったが、前漢の成帝は、「従胡俗」と命じたと伝える。

## 後世の創作
史実上の明快な記録があまりに少ないため、よくわからず、それ故にかえって後世の創作が豊富である。後世有名になった似顔絵師への賄賂の話は、『西京雑記』にはじめて見え、同旨の話が『世説新語』賢媛篇にみえる。
それによると、宮女たちはそれぞれ自分の似顔絵を美しく描いてもらうため、似顔絵師に賄賂を贈っていたが、王昭君はただ一人賄賂を贈らなかったため、似顔絵師は王昭君の似顔絵をわざと醜く描き、それゆえ王昭君は絶世の美女でありながら元帝の目に留まることがなかった。折しも匈奴の王が元帝の宮殿を訪れ、元帝の所有する宮女の一人を嫁に所望した際、元帝は宮女たちの似顔絵を見て、最も醜い女を匈奴へ送ることにした。その結果、王昭君が匈奴への嫁として選ばれたが、皇帝に別れを告げるための式で王昭君を初めて見た元帝は、王昭君の美しさに仰天した。しかし、この段階になって王昭君を匈奴へ贈る約束を撤回すれば匈奴との関係が悪化することは明らかだったため撤回はできず、元帝は悔しがりながらもしぶしぶ王昭君を匈奴へ送り出した。その後の調査で、宮女たちから多額の賄賂を取り立てていた似顔絵師の不正が発覚したため、元帝は似顔絵師を斬首の上、棄市（さらし首）に処した。当時の有名な似顔絵師であった毛延寿もこの事件で死刑になったという。
しかし、これには疑問が多い。匈奴は当時の漢にとって唯一の対等国で最も重要な外交相手であり、その相手に対して敢えて醜い女を渡すといった無礼をするとは考えにくい。逆に、『後漢書』や『琴操』は、後宮に入ったものの数年間天子の寵愛を受けることがなかったことを怨み自ら志願したと伝える。
また、『琴操』は、前夫との間に生まれた実子と結婚することを拒否して服毒自殺したとする説を伝えるが、匈奴においても、実子に再嫁することはないのであり、『後漢書』は、この説を採用していない。
これらの話は五胡十六国時代・南北朝時代に鮮卑に支配されていた漢族たちが自分たちの境遇を託したものではないかと考えられる。様々に潤色された王昭君の物語は、王朝と異民族との狭間で犠牲となり、文化・習俗・言語の異なる塞外の地で辛苦した薄幸の美女として好んで題材にされ、晋代の『王明君辞』、元の馬致遠の雑劇『漢宮秋』などに作品化された。
日本では、『今昔物語集』に巻第十第五に「漢前帝后王昭君行胡国語」として取り上げられている。『和漢朗詠集』に大江朝綱が王昭君をうたった漢詩が見え、『後拾遺和歌集』には赤染衛門が王昭君をうたった和歌を載せる。『源氏物語』においても『須磨 (源氏物語)』の巻において朝綱を引用したうえで触れられている。
王昭君はしばしば馬上に琵琶を抱いた姿で絵に描かれるが、『漢書』などには王昭君が琵琶を弾いたことは見えない。西晋の傅玄「琵琶賦」（『初学記』、『通典』が引用する）に烏孫公主のために琵琶を作ったという古老の説が見えており、それが王昭君の話にすりかわったものらしい。

## 史跡

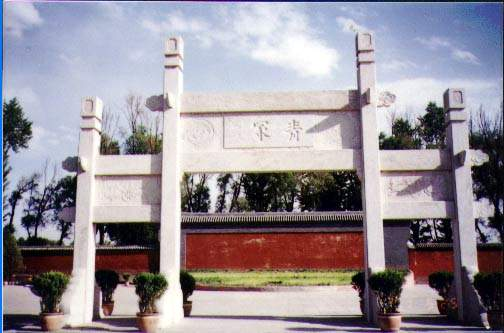
王昭君の墓『青塚』（内モンゴル自治区）

王昭君の墓の位置は数ヵ所以上が伝えられるが、『通典』巻179 州郡・単于府・金河條に記される（昭君墓の位置に関する最も早い文献中の記述）、現在の内モンゴル自治区のフフホト市にあるものが有名である。陵墓の周囲には王昭君の郷里の家を再現した建物や庭園が整備され、また敷地内には匈奴博物館などがあり、観光スポットとして人気が高い。
王昭君の墓は盛唐以降、「青塚（青冢）」（せいちょう）と呼ばれ、李白は「生きては黄金を乏（か）き枉（ま）げて図画（ずが）せられ（画工に賄賂を贈らなかったがために醜く描かれ）、死しては青塚を留めて人をして嗟（なげ）かしむ」（「王昭君 二首 その一」）と歌い、杜甫は「一たび紫台を去りて朔漠連なり（漢の宮殿を去って匈奴に嫁いで以来、果てしなく広がる北の砂漠に暮らした）、独（ひと）り青塚を留めて黄昏に向（あ）り（今はたそがれの弱々しい光の中にわずかに青塚を留めるばかり）」（「詠懐古跡 五首 その三」）と詠んだ。白居易や張蠙らは青塚を詩題とする作品を為し、かくて王昭君墓を表現する固有名詞となった。敦煌発見のペリオ将来「王昭君変文」（絵を用いた講釈の台本）にも「墳高數尺号青塚」の表現が見え、「青塚」の表現が広く一般に定着していたことが知れる。
「青塚」の名は、『太平寰宇記』巻38 振武軍・金河県條に「青冢、県の西北に在り。漢の王昭君、此に葬らる。其の上、草の色、常に青く、故に青冢と曰ふ。」とあり、また漢・蔡邕撰『琴操』（散逸。実際は南北朝期の偽作）「胡中、白草多きも、此の冢独（ひと）り青し。」とある様に、「一面の白沙白草の胡地に、王昭君の墓所のみ青草が生い茂る」ことに由来し、この伝説は、「王昭君の魂魄の再生復活をその青草に期待し、願望したもの」である。

## 王昭君が登場する作品
詩文（多数存在し、以下はその一部）
- 「怨詩」（「昭君怨」「怨曠思惟歌」）（『楽府詩集』などに収載。王昭君自身が自らの境遇を歎じて作ったとされる）
-  杜甫 (中国語), 「詠懐古跡 五首 その三」, ウィキソースより閲覧。
-  李白 (中国語), 「王昭君」, ウィキソースより閲覧。
-  白居易 (中国語), 「王昭君二首 その一 その二」, ウィキソースより閲覧。
-  白居易 (中国語), 「青冢」, ウィキソースより閲覧。

雅楽
- 『王昭君』（明治期に廃絶した性調の曲）

絵画
- 『王昭君』（1902年、日本、菱田春草、重要文化財）

映画
- 『王昭君』（1964年、香港、演：林黛）

テレビドラマ
- 『王昭君』（1984年、香港、演：魏秋樺）
- 『王昭君』（1988年、台湾、演：宋岡陵）
- 『王妃 王昭君』（2007年、中国、演：ヤン・ミー）
- 『クィーンズ 長安、後宮の乱』（2008年、中国、演：バイ・チンリン）

歌謡曲
- 『王昭君』、『昭君怨』（1946年、中華民国、梁萍）
- 『王昭君』（1973年、台湾、楊燕）
- 『琵琶曲』（1986年、台湾、蔡幸娟）
- 『一代奇女子』（1988年、台湾、金佩姍）

漫画
- 「送狼」『鬼童子』収録（黒の李氷・夜話シリーズ、白井恵理子、KADOKAWA、ISBN 4049242672）